# Insuficiência renal
Insuficiência renal é uma condição médica em que os rins deixam de funcionar. Divide-se em insuficiência renal aguda, de desenvolvimento súbito, ou insuficiência renal crónica. Os sintomas mais comuns são inchaço das pernas, cansaço, vómitos, perda de apetite ou confusão. As complicações mais comuns são uremia, elevada concentração de potássio ou excesso de volume de sangue nas cavidades do coração. Entre as complicações da doença crónica estão também doenças cardiovasculares, hipertensão arterial ou anemia.
As causas mais comuns de insuficiência renal aguda são a diminuição da pressão arterial, bloqueio do trato urinário, alguns medicamentos, perda de músculo e síndrome hemolítico-urémica. As causas mais comuns de insuficiência renal crónica são nefropatia diabética, hipertensão arterial, síndrome nefrótica e doença renal policística. O diagnóstico da doença aguda geralmente baseia-se numa associação de fatores como diminuição da produção de urina ou aumento da quantidade de creatinina no soro. O diagnóstico de doença crónica geralmente baseia-se num valor da taxa de filtração glomerular inferior a 15 ou na necessidade de terapia de substituição renal. É também equivalente ao estádio 5 da doença renal crónica.
O tratamento da doença aguda geralmente depende da causa subjacente. O tratamento da doença crónica pode incluir hemodiálise, diálise peritoneal ou um transplante de rim. A hemodiálise é realizada por uma máquina que filtra o sangue no exterior do corpo. Na diálise peritoneal é colocado um líquido específico na cavidade abdominal que depois é drenado, sendo este processo repetido várias vezes por dia. O transplante de rim envolve a colocação, através de cirurgia, de um rim de outra pessoa, seguida pela administração de medicamentos imunossupressores para prevenir a rejeição de transplante. Entre outras medidas recomendadas para a doença crónica estão manter-se ativo e alterações específicas na dieta.
Nos Estados Unidos, a doença aguda afeta em cada ano 3 em cada 1000 pessoas. A doença crónica afeta 1 em cada 1000 pessoas. A cada ano, 3 em cada 10 000 pessoas desenvolvem a condição. A doença aguda é em muitos casos reversível, enquanto a doença crónica não. No entanto, com tratamento adequado, muitas pessoas com doença crónica conseguem continuar a trabalhar.